# Nassarius barsdelli
Nassarius barsdelli is een slakkensoort uit de familie van de Nassariidae. De wetenschappelijke naam van de soort is voor het eerst geldig gepubliceerd in 1976 door Ladd.